# Odessa Grady Clay
Odessa Grady Clay (tên gọi: O'Grady; sinh ngày 12/2/1917 - mất ngày 20/8/1994) là mẹ của nhà vô địch ba lần Giải vô địch Đấu vật Hạng nặng Thế giới người Mỹ Muhammad Ali và Rudolph Valentino Clay, nay là Rahman Ali. Bà là bà của Laila Ali. Bà kết hôn với Cassius Marcellus Clay Sr. vào những năm 1930 và làm nội trợ gia đình để ủng hộ những đứa trẻ của bà.

## Cuộc đời
Bà được sinh ra ở Quận Hopkins, Kentucky, một trong sáu đứa trẻ của John Lewis O'Grady và Birdie B. Morehead. Ông nội của bà là một người Đảo Ireland da trắng tên là Abe O'Grady, người di cư đến Hoa Kỳ từ Ennis, County Clare, Đảo Ireland, sau Nội chiến Hoa Kỳ và cưới một cô con gái của Lewis và Amanda J. "Mandy" Walker của Todd County, Kentucky. Ông ngoại của bà, Tom  Morehead, là con trai của một người Morehead da trắng và một người nô lệ tên Dinah. Morehead làm việc USCT lần thứ 122.
Bố mẹ của Clay đã ly hôn khi bà còn trẻ, và mẹ của bà làm việc với tư cách là một người hầu gái, chăm sóc các công việc nhà và đứa con của một gia đình da trắng. Clay được dạy dỗ bởi dì của bà. Khi bà đang trong tuổi trưởng thành, bà bỏ học ở trường và cũng tìm được một công việc với tư cách là một người hầu. Sau đó, khi bà được 16 tuổi, bà gặp một người 20 tuổi, Cassius, mọi người thường gọi là "Cash". Họ đã kết hôn và di chuyển đến ngôi nhà của họ ở Louisville, Kentucky. Hôn nhân của Clay có vấn đề. Ali nói với các nhà khởi xướng quyền Anh, "Mẹ tôi luôn lo sợ về ông ấy".

## Ảnh hưởng tới Muhammad Ali
Mặc dù bà tin tưởng Kitô hữu rất mạnh mẽ, Clay có một sự ảnh hưởng lớn trong cuộc đời và mang đến niềm tin cho hai đứa con trai của bà. Muhammad Ali sau đó nói, "Mẹ tôi là một Báp-tít, và khi tôi lớn lên, bà dạy tôi mọi thứ bà biết về Chúa. Mỗi ngày Chủ Nhật, bà mặc quần áo cho tôi, đưa tôi và em trai tôi tới nhà thờ, và dạy chúng tôi cách mà bà nghĩ là đúng. Bà dạy chúng tôi phải yêu thương mọi người và tha thứ mọi người với lòng nhân hậu. Bà dạy chúng tôi rằng định kiến và ghen ghét là sai. Tôi đã thay đổi tôn giáo và một số sự tin tưởng từ đó, nhưng Chúa của bà ấy vẫn là Chúa, tôi chỉ gọi ngài theo một cái tên khác. Và về mẹ tôi, tôi sẽ nói với bạn thứ mà tôi nói với mọi người rất nhiều. Bà ấy là một người phụ nữ ngọt ngào, béo, tuyệt vời và yêu nấu ăn, ăn uống, làm quần áo, và gần gũi với gia đình. Bà ấy không uống rượu, bia, hút thuốc lá, xen vào chuyện kinh doanh của người khác, hay tất cả người khác, và không có ai người mà tốt hơn đối với tôi trong cuộc đời của tôi."
Clay ủng hộ và truyền đầy cảm hứng cho con trai bà trong sự nghiệp quyền Anh của con trai bà. Trong phòng tập nhỏ, sự nghiệp của con trai bà và sau đó ở các đấu trường quốc tế khi con trai bà trở thành nổi tiếng thế giới, Clay đi du lịch với con trai bà và là chỗ dựa quan trọng trong các trận đấu. Muhammad Ali gần hơn với mẹ ông, khi ông gọi một cách âu yếm "chú chim", hơn bố của ông. Sau khi khám phá ra môn quyền Anh, đó là mẹ ông với sự chia sẻ niềm mơ ước to lớn của ông.

## Những năm cuối đời
Chồng của Clay mất năm 1990. Odessa Clay mất vì một cơn suy tim vào ngày 18 tháng 8, năm 1994, tại Trung tâm Sức khỏe Hurstbourne, tại một ngôi nhà của một nữ y tá ở Louisville, Kentucky. Bà đã bị tàn tật bởi một cú sốc từ tháng 2 năm 1994, theo một người bạn của gia đình.
Odessa Clay xuất hiện trong bộ phim tư liệu Muhammad Ali: The Whole Story (1996) và When We Were Kings (1996). Vào năm 1997, bộ phim The Greatest Odessa Clay được phác họa bởi Dorothy Meyer, và vào năm 2001, bộ phim Ali bà được phác họa bởi Candy Ann Brown.

## Đường dẫn bên ngoài
- Odessa Clay trên IMDb
- Obituary of Odessa Grady Clay
- Muhammad Ali's Irish ancestry